# Finland op de Olympische Zomerspelen 2016
Finland nam deel aan de Olympische Zomerspelen 2016 in Rio de Janeiro, Brazilië. De 54 deelnemers kwamen in actie in zestien sportdisciplines. Vlaggendragers waren Tuuli Petäjä-Sirén (opening) en Antti Ruuskanen (sluiting). Voor het eerst behoorden meer vrouwen dan mannen tot de Finse ploeg. 
De enige medaille op deze editie werd gewonnen door Mira Potkonen bij de lichtgewichten (vouwen) in de bokssport. Niet eerder won Finland zo weinig medailles op de Olympische Zomerspelen.

## Medailleoverzicht
| Sport  | Olympiër      | Onderdeel        | Medaille |
| ------ | ------------- | ---------------- | -------- |
| Boksen | Mira Potkonen | lichtgewicht (v) | Brons    |

## Deelnemers en resultaten
(m) = mannen, (v) = vrouwen 

### Atletiek
| Olympiër             | Onderdeel                | Resultaat | Prestatie                                                    |
| -------------------- | ------------------------ | --------- | ------------------------------------------------------------ |
| Oskari Mörö          | 400m horden (m)          | 20e       | serie 5: 4de in 49,04 (4e, NR) halve finale 2: 7de in 49,75  |
| Jarkko Kinnunen      | 50km snelwandelen (m)    | 23e       | 3:55.43                                                      |
| Aleksi Ojala         | 50km snelwandelen (m)    | DSQ       | DSQ                                                          |
| Aku Partanen         | 50km snelwandelen (m)    | DNF       | DNF                                                          |
| Ari Mannio           | speerwerpen (m)          | 27e       | kwalificatie groep B: 14de met 77,73m                        |
| Tero Pitkämäki       | speerwerpen (m)          | 21e       | kwalificatie groep A: 10de met 79,56m                        |
| Antti Ruuskanen VS   | speerwerpen (m)          | 6e        | kwalificatie groep B: 7de met 82,20m finale: 6de met 83,05m  |
| David Söderberg      | kogelslingeren (m)       | 8e        | kwalificatie groep B: 7de met 74,64m finale: 8ste met 74,61m |
|                      |                          |           |                                                              |
| Nooralotta Neziri    | 100m horden (v)          | 18e       | serie 1: 3de in 12,88 halve finale 2: 6de in 13,04           |
| Sandra Eriksson      | 3000m steeplechase (v)   | 47e       | serie 2: 15de in 9.56,77                                     |
| Anne-Mari Hyryläinen | marathon (v)             | 51e       | 2:39.02                                                      |
| Kristiina Mäkelä     | hink-stap-springen (v)   | 12e       | kwalificatie groep A: 2de met 14,24m finale: 12de met 13,95m |
| Linda Sandblom       | hoogspringen (v)         | 26e       | kwalificatie groep B: 14de met 1,89m                         |
| Wilma Murto          | polsstokhoogspringen (v) | 24e       | kwalificatie groep A: 1d3e met 4,30m                         |
| Minna Nikkanen       | polsstokhoogspringen (v) | 13e       | kwalificatie groep B: 6de met 4,55m                          |
| Sanni Utriainen      | speerwerpen (v)          | 31e       | kwalificatie groep B: 15de met 45,32m                        |

### Badminton
| Olympiër     | Onderdeel     | Resultaat | Prestatie                                                                  |
| ------------ | ------------- | --------- | -------------------------------------------------------------------------- |
| Nanna Vainio | enkelspel (v) | 17e       | groep A: 3de V van ESP Marin: 6–21, 4–21 V van DEN Kjaersfeldt: 9–21, 8–21 |

### Boksen
| Olympiër      | Onderdeel  | Resultaat | Prestatie                                                                                              |
| ------------- | ---------- | --------- | --- |
| Mira Potkonen | –60 kg (v) | Brons     | 1ste ronde: W van BRA Arauhjo: 2–1 kwartfinale: W van IRL Taylor: 2–1 halve finale: V van CHN Yin: 0–3 |

### Boogschieten
| Olympiër      | Onderdeel       | Resultaat | Prestatie                                                              |
| ------------- | --------------- | --------- | ---------------------------------------------------------------------- |
| Samuli Piippo | individueel (m) | 33e       | plaatsingsronde: 54ste met 636 punten 1ste ronde: V van GER Floto: 0–6 |
|               |                 |           |                                                                        |
| Taru Kuoppa   | individueel (v) | 33e       | plaatsingsronde: 14de met 643 punten 1ste ronde: V van MYA Yu: 3–7     |

### Gewichtheffen
| Olympiër       | Onderdeel | Resultaat | Prestatie                                                     |
| -------------- | --------- | --------- | ------------------------------------------------------------- |
| Milko Tokola   | –85kg (m) | 18e       | trekken: 20ste met 145kg stoten: 19de met 175kg totaal: 320kg |
|                |           |           |                                                               |
| Anni Vuohijoki | –63kg (v) | 10e       | trekken: 11de met 85kg stoten: 10de met 107kg totaal: 192kg   |

### Golf
| Olympiër        | Onderdeel | Resultaat | Prestatie            |
| --------------- | --------- | --------- | -------------------- |
| Mikko Ilonen    | mannen    | 21e       | 281 punten (par –3)  |
| Roope Kakko     | mannen    | 43e       | 286 punten (par +2)  |
|                 |           |           |                      |
| Noora Tamminen  | vrouwen   | 48e       | 295 punten (par +11) |
| Ursula Wikström | vrouwen   | 44e       | 294 punten (+10)     |

### Gymnastiek
| Olympiër          | Onderdeel                | Resultaat | Prestatie |
| Ritmisch          | Ritmisch                 | Ritmisch  | Ritmisch |
| ----------------- | ------------------------ | --------- | --- |
| Ekaterina Volkova | individueel (v)          | 21e       | kwalificaties hoepel: 16,916 bal: 16,966 knotsen: 17,000 linten: 16,633 totaal: 67,515 punten                  |
| Turnen            |                          |           | |
| Oskar Kirmes      | meerkamp individueel (v) | 35e       | vloer: 14,933 voltige: 14,000 ringen: 13,833 sprong: 14,200 brug: 13,891 rekstok: 13,266 totaal: 84,123 punten |

### Judo
| Olympiër      | Onderdeel | Resultaat | Prestatie                                                   |
| ------------- | --------- | --------- | ----------------------------------------------------------- |
| Juho Reinvall | –60kg (m) | 17e       | 1ste ronde: vrij 2de ronde: V van MGL Tsend-Ochir: waza-ari |

### Paardensport
| Olympiër     | Onderdeel | Resultaat | Prestatie |
| ------------ | --------- | --------- | --- |
| Elmo Jankari | eventing  | 31e       | dressuur: 48,00 strafpunten crosscountry: 42,80 strafpunten springconcours (1): 10 strafpunten totaal: 100,80 strafpunten |

### Schietsport
| Olympiër            | Onderdeel | Resultaat | Prestatie                                         |
| ------------------- | --------- | --------- | ------------------------------------------------- |
| Vesa Törnroos       | trap (m)  | 11e       | kwalificatie:11de met 116 punten (22-23-24-24-23) |
|                     |           |           |                                                   |
| Satu Mäkelä-Nummela | trap (v)  | 10e       | kwalificatie: 10de met 66 punten (22-24-20)       |

### Taekwondo
| Olympiër      | Onderdeel | Resultaat | Prestatie                                                                     |
| ------------- | --------- | --------- | ----------------------------------------------------------------------------- |
| Suvi Mikkonen | –57kg (v) | 5e        | 1ste ronde: W van BRA Vasconcelos: 10–9 kwartfinale: V van SWE Glasnovic: 4–7 |

### Tafeltennis
| Olympiër     | Onderdeel     | Resultaat | Prestatie |
| ------------ | ------------- | --------- | --- |
| Benedek Oláh | enkelspel (m) | 33e       | voorronde: vrij 1ste ronde: W van SIN Chen: 4–1 (11-4, 11-8, 7-11, 11-9, 11-6) 2de ronde: V van DEN Groth: 0–4 (8-11, 5-11, 10-12, 3-11) |

### Wielersport
| Olympiër      | Onderdeel        | Resultaat | Prestatie |
| ------------- | ---------------- | --------- | --------- |
| Lotta Lepistö | wegwedstrijd (v) | DNF       | DNF       |
| Lotta Lepistö | tijdrit (v)      | 17e       | 47.06,52  |

### Worstelen
| Olympiër        | Onderdeel   | Resultaat   | Prestatie                                                                                      |
| Vrije stijl     | Vrije stijl | Vrije stijl | Vrije stijl                                                                                    |
| --------------- | ----------- | ----------- | ---------------------------------------------------------------------------------------------- |
| Petra Olli      | –58kg (v)   | 10e         | kwalificatie: vrij 1ste ronde: (W van NGR Adeniyi: 8–2 kwartfinale: V van KGZ Tynybekova: 7–14 |
| Grieks-Romeins  |             |             |                                                                                                |
| Tero Välimäki   | –66kg (m)   | 15e         | kwalificatie: vrij 1ste ronde: V van GEO Bolkvadze: 0–3                                        |
| Rami Hietaniemi | –85kg (m)   | 11e         | kwalificatie: vrij 1ste ronde: V van AUT Hrustanovic: 3–4                                      |

### Zeilen
| Olympiër                          | Onderdeel        | Resultaat | Prestatie                                        |
| --------------------------------- | ---------------- | --------- | ------------------------------------------------ |
| Kaarle Tapper                     | Laser (m)        | 26e       | 187 punten: (32-12-31-29-27-18-17-11-23-19)      |
| Tapio Nirkko                      | Finn (m)         | 15e       | 107 punten: (20-7-15-5-3-24-20-21-6-10)          |
| Joonas Lindgren Niklas Lindgren   | 470 (m)          | 16e       | 123 punten: (20-11-23-18-24-19-3-10-9-10)        |
|                                   |                  |           |                                                  |
| Tuuli Petäjä-Sirén VO             | RS:X (v)         | 10e       | 99 punten: (4-9-8-5-9-527-3-12-10-6-8-20)        |
| Tuula Tenkanen                    | Laser Radial (v) | 5e        | 86,6 punten: (4-16-8,6-2-14-3-13-8-2-14)         |
| Camilla Cedercreutz Noora Ruskola | 49erFX (v)       | 17e       | 154 punten: (7-12-16-13-21-15-14-15-14-10-20-18) |

### Zwemmen
| Olympiër                                                             | Onderdeel              | Resultaat | Prestatie                                                   |
| -------------------------------------------------------------------- | ---------------------- | --------- | ----------------------------------------------------------- |
| Ari-Pekka Liukkonen                                                  | 50m vrije slag (m)     | 23e       | serie 11: 7de in 22,25                                      |
| Ari-Pekka Liukkonen                                                  | 100m vrije slag (m)    | 42e       | serie 4: 7de in 50,14                                       |
| Matias Koski                                                         | 200m vrije slag (m)    | 21e       | serie 6: 6de in 1.47,40                                     |
| Matias Koski                                                         | 400m vrije slag (m)    | 42e       | serie 3: 7de in 3.55,57                                     |
| Matti Mattsson                                                       | 100m schoolslag (m)    | 38e       | serie 2: 6de in 1.02,45                                     |
| Matti Mattsson                                                       | 200m schoolslag (m)    | 16e       | serie 4: 5de in 2.10,09 halve finale 2: 8ste in 2.12,99     |
|                                                                      |                        |           |                                                             |
| Mimosa Jallow                                                        | 100m rugslag (v)       | 24e       | serie 3: 8ste in 1.01,58                                    |
| Jenna Laukkanen                                                      | 100m schoolslag (v)    | 18e       | serie 3: 1ste in 1.07,35 (18e, NR)                          |
| Jenna Laukkanen                                                      | 200m schoolslag (v)    | 14e       | serie 4: 6de in 2.25,52 halve finale 2: 6de in 2.25,14 (NR) |
| Tanja Kylliäinen                                                     | 200m wisselslag (v)    | 25e       | serie 1: 1ste in 2.14,97                                    |
| Tanja Kylliäinen                                                     | 400m wisselslag (v)    | 25e       | serie 1: 2de in 4.45,33 (NR)                                |
| Mimosa Jallow Jenna Laukkanen Emilia Pikkarainen Hanna-Maria Seppälä | 4x 100m wisselslag (v) | 11e       | serie 1: 6de in 4.01,61                                     |